# コンスタンティーヌ県
コンスタンティーヌ県（アラビア語:قسنطينة）はアルジェリアにある58の県のうちの一つ。県名と同名の都市、コンスタンティーヌが県都である。
人口は1,012,643人で、アルジェリア全体ではアルジェ県、オラン県に次ぐ3番目、東部アルジェリアでは最も多い。故に東部アルジェリアの中心的な位置づけにある。面積は2,297.2km。6つのダイラ（郡）、12のコミューンからなる。